# NKA (rivista)
NKA Journal of Contemporary African Art è una rivista di arte contemporanea africana creata nel 1994 da Okwui Enwezor in collaborazione con Salah Hassan, Olu Oguibe.
Il nome NKA è un concetto igbo che significa allo stesso tempo arte, creatività ed espressione creatrice. Secondo Cédric Vincent e Thomas Boutoux, la rivista nasce per sostenere la produzione e la visibilità di una nuova generazione di artisti africani e della diaspora, ma con il tempo la rivista si apre a dare spazio e a rivalutare i protagonisti delle avanguardie africane ignorati dalla storia dell'arte occidentale. Sempre secondo gli autori, in questo senso la linea editoriale di NKA è chiaramente contro la presentazione neo-esotica dell'arte contemporanea africana formulata all'inizio degli anni Novanta e promossa dalle esposizioni della Collezione Jean Pigozzi. La rivista pubblica testi analitici sull'arte contemporanea africana, contribuisce al dibattito sul multiculturalismo nel mondo dell'arte nordamericano e ha in parte promosso l'applicazione delle teorie postcoloniali all'interno del settore dell'arte contemporanea internazionale.
NKA è pubblicata da Nka Publications ed è associata all'Africana Studies and Research Center della Cornell University. La rivista riceve il sostegno economico della Fondazione Andy Warhol e dal Fondo Prince Claus per la cultura e lo sviluppo.
Nka ha messo in contatto ed ha creato delle connessioni tra artisti, curatori, critici, accademie, musei, gallerie e altre istituzioni relazionate al mondo dell'arte contemporanea africana.
Funge da piattaforma che cerca di inserire l'arte contemporanea africana in una prospettiva globale, dando una maggiore visibilità agli artisti africani che vivono nel continente.
La rivista approfondisce e offre dei contributi circa il dialogo intellettuale del mondo dell'arte e il discorso sul multiculturalismo nelle arti.